# Natação nos Jogos Olímpicos de Verão de 1904 - Revezamento 4x50 jardas livre masculino
A prova do Revezamento 4x50 jardas livre da natação foi realizada como parte dos programa da Natação nos Jogos Olímpicos de Verão de 1904. Foi a primeira vez que um evento de revezamento foi disputado nos Jogos Olímpicos. Foi a única edição em que a distância de jardas foi utilizada e a única em que a distância de 50 foi utilizada em vez de 100 ou 200 metros, que eram mais comuns. 
Quatro times de quatro nadadores cada competiram.

## Medalhistas
|  | USA Estados Unidos                                  |  | USA Estados Unidos                                  |  | USA Estados Unidos                                         |
|  | Joe Ruddy Leo Goodwin Louis Handley Charles Daniels |  | David Hammond Bill Tuttle Hugo Goetz Raymond Thorne |  | Amedee Reyburn Gwynne Evans Marquard Schwarz Bill Orthwein |

## Resultados

### Final
| Pos.              | CON                | Clube                        | Nadadores                                                          | Tempo        |
| ----------------- | ------------------ | ---------------------------- | ------------------------------------------------------------------ | ------------ |
| Medalha de ouro   | USA Estados Unidos | New York Athletic Club       | - Joe Ruddy - Leo Goodwin - Louis Handley - Charles Daniels        | 2:04.6       |
| Medalha de prata  | USA Estados Unidos | Chicago Athletic Association | - David Hammond - Bill Tuttle - Hugo Goetz - Raymond Thorne        | Desconhecido |
| Medalha de bronze | USA Estados Unidos | Missouri Athletic Club       | - Amedee Reyburn - Gwynne Evans - Marquard Schwarz - Bill Orthwein | Desconhecido |
| 4                 | USA Estados Unidos | New York Athletic Club       | - Edgar Adams - David Bratton - George van Cleaf - David Hesser    | Desconhecido |